# Intercontinental Rally Challenge 2008
Intercontinental Rally Challenge 2008 je název šampionátu v sezoně 2008. Šampionát je konkurenčním pro mistrovství světa v rallye. Vítězem se stal Nikolas Vouilloz s vozem Peugeot 207 S2000.

## Istanbul Rally 2008
1. Luca Rosseti, Matteo Chiarcossi – Peugeot 207 S2000
2. Nicolas Vouilloz, Nicolas Klinger – Peugeot 207 S2000
3. Anton Alén, Timo Alanne – Fiat Grande Punto Abarth S2000
4. Renato Travaglia, Lorenzo Granai – Fiat Grande Punto Abarth S2000
5. Jan Kopecký, Petr Starý – Peugeot 207 S2000
6. Daniel Sola, Oscar Sanchez – Fiat Grande Punto Abarth S2000
7. Volkan Isik, Kaan Özşenler – Fiat Grande Punto Abarth S2000
8. Freddy Loix, Robin Buysmans – Peugeot 207 S2000
9. Yagiz Avci, Ersan Alkir – Fiat Punto S1600
10. Fatih Kara, Ayan Bilge – Fiat Punto S1600

## Vodafone Rally de Portugal 2008
1. Luca Rosseti, Matteo Chiarcossi – Peugeot 207 S2000
2. Jan Kopecký, Petr Starý – Peugeot 207 S2000
3. Nicolas Vouilloz, Nicolas Klinger – Peugeot 207 S2000
4. Giandomenico Basso, Mitia Dotta – Fiat Grande Punto Abarth S2000
5. Juho Hänninen, Mikko Markkula – Mitsubishi Lancer Evo IX
6. Bruno Magalhães, Mario Castro – Peugeot 207 S2000
7. Manfred Stohl, Ilka Minor-Petrasko – Peugeot 207 S2000
8. Andreas Aigner, Klaus Wicha – Mitsubishi Lancer Evo IX
9. Fernando Peres, Jose Pedro Silva – Mitsubishi Lancer IX